# استار (تگزاس)
استار، تگزاس(به انگلیسی: Star, Texas) شهری در ایالت تگزاس از ایالات جنوبی ایالات متحده آمریکا است.